# Venus Infers
Venus Infers var ett amerikanskt alternativ rockband från Huntington Beach, Kalifornien, grundat 2006. Bandet släppte sin första EP Share Venus Infers 2006 med två EP:er släppta året därpå But You Already Knew That och Venus Infers... (The White Album). Deras första studioalbum, The Truth (About Venus Infers), lanserades 2008 och vann senare en OC Music Award i kategorin Best Album. Venus Infers andra studioalbum, You'll Understand When You're Older, lanserades 2010. Den 23 januari 2011 meddelade bandet att de skulle ta ett uppehåll.

## Diskografi
Studioalbum
- 2008 – The Truth (About Venus Infers)
- 2010 – You'll Understand When You're Older

EP-skivor
- 2006 – Share Venus Infers
- 2007 – But You Already Knew That
- 2007 – Venus Infers... (The White Album)